# Bernhard Gleichmann
Georg Bernhard Gleichmann (* 18. April 1869 in Suhl; † 1938) war ein deutscher Elektroingenieur und Ministerialbeamter.

## Leben
Bernhard Gleichmann besuchte in seiner Geburtsstadt die Vorschule und wechselte dann an das Gymnasium Bernhardinum in Meiningen. 1890 schloss er die Schule ab und studierte an der Technischen Hochschule Hannover Elektrotechnik und Maschinenbau.
1894 promovierte er in Marburg an der philosophischen Fakultät mit dem Thema Untersuchungen über die Aenderung des elektrischen Widerstandes einiger metallischer Leiter bei hohen Temperaturen. Anschließend war er kurz bei der Elektrizitäts-AG in Nürnberg aktiv und arbeitete hier im Bereich der Kleinanlagen, Zentralanlagen und Bahnen. Zum Januar 1895 wechselte er als technischer Hilfsarbeiter in die Generaldirektion der Königlich Bayerischen Staatseisenbahn, wo ein neues Referat für die Elektrifizierung geschaffen worden war. In der Folge befasste sich Gleichmann mit der elektrischen Zugförderung und veröffentlichte später Denkschriften, welche Grundlagen für die Umsetzungen waren. 1896 wurde er Abteilungsingenieur für Elektrotechnik und 1902 Obermaschinenbauinspektor.
Gleichmann war Dozent an der Universität München und wurde hier 1906 Honorarprofessor. Er gehörte dem Verein Deutscher Ingenieure (VDI) und dem Bayerischen Bezirksverein des VDI an.
1907 kam er von der Generaldirektion als Regierungsrat in das bayerische Staatsministerium für Verkehrsangelegenheiten. 1912 wurde er Ministerialrat und gab die Anregung für das „Übereinkommen betreffend die Ausführung elektrischer Zugförderung“. Hiermit wurde u. a. als Stromart ein Einphasen-Wechselstrom, eine Fahrdrahtspannung von 15.000 Volt und eine Nennfrequenz von 16 2/3 Hz festgelegt. 1913 Ministerialdirektor bei der Bayerischen Staatsbahnverwaltung. Von 1922 bis 1934 war er Ministerialdirektor im Reichsverkehrsministerium in Berlin und ging 1934 in den Ruhestand.
1908 erarbeitet er im Auftrag vom Verkehrsminister Heinrich von Frauendorfer die Denkschrift Die Einführung des elektrischen Betriebs auf den bayerischen Staatseisenbahnen unter Ausnutzung der Wasserkräfte. Er beschrieb das Wechselstrom niedriger Frequenz Vorteile bei der Elektrisierung hätten. Zwei Jahre später verfasste er eine erneute Denkschrift mit dem Titel Der elektrische Betrieb auf den bayerischen Staatseisenbahnen, worin er die elektrotechnische Ausrüstung der Strecken München–Starnberg und München–Garmisch betrachtete und die technischen Zusammenhänge diskutierte.
Auf Basis seiner Arbeit erfolgte u. a. die Elektrifizierung Bahnlinie Garmisch-Partenkirchen bis zur Landesgrenze und Freilassing–Berchtesgaden.
1916 hatte er auf Initiative von Oskar von Miller gemeinsam mit Nikolaus Holz und Robert Thomann das Buch Die Kraftanlagen am Walchensee. Die preisgekrönten Entwürfe des Wettbewerbes veröffentlicht. Das Walchenseekraftwerk wurde Ende Januar 1924 in Betrieb genommen.

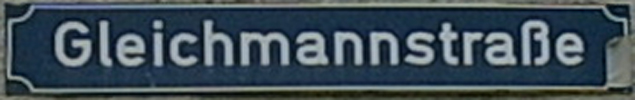
Straßenschild der Gleichmannstraße in Pasing

Mit der Eingemeindung von Pasing nach München nach 1938 wurde zur Ehrung Gleichmanns Arbeiten zur Elektrisierung die Bahnhofstraße in Gleichmannstraße umbenannt.

## Werke (Auswahl)
- Bericht über die elektrische Zugförderung in Deutschland. Kongreß, 1909, S. 1741 ff.
- Werdegang des elektrischen Zugbetriebs bei den vormals Bayerischen Staatseisenbahnen. In:  Elektrische Bahnen, 1935, S. 315 ff.